# Craspedacusta sowerbii
Craspedacusta sowerbii Lankester, 1880 è una medusa d'acqua dolce appartenente alla classe Hydrozoa e alla famiglia Olindiidae.

## Descrizione
Come tutti gli Cnidari anche questa medusa di acqua dolce è composta in gran parte da acqua (96,7-99,8 %). La maggior parte del corpo è traslucida, con una colorazione bianco verde, fatta eccezione per le gonadi. I tentacoli contengono centinaia di cnidociti nei quali si trovano nematocisti che vengono usati per la cattura delle prede e quindi per l’assunzione di nutrienti e quale difesa. Inoltre possiedono quattro ulteriori tentacoli molto lunghi che hanno funzione di stabilizzatori del nuoto. Lo stomaco termina in un peduncolo formato da quattro lobi della bocca. Attorno al peduncolo sono visibili, negli animali sessualmente maturi, le quattro gonadi biancastre. 
Oltre alla forma di medusa, la Craspedacusta sowerbii può, a dipendenza delle condizioni ambientali, assumere le forme microscopiche di podociste, frustula, planula e di polipo.

## Origine
La specie è considerata originaria dei corsi d’acqua dell’Asia orientale e in particolare nella valle del fiume cinese Yangtze, anche se si sono formulate nuove ipotesi sulla sua origine dell’area ponto-caspica. Craspedacusta sowerbii attualmente è presente in tutti i continenti ad eccezione di quello antartico. L’habitat tipico è riconducibile ad acque correnti lente o ferme poco profonde le cui sponde si possono scaldare facilmente come in rami laterali o lanche di fiumi.

## Distribuzione
La prima osservazione europea della specie fu di James de Carle Sowerby che la vide su una ninfea al Regents Park di Londra nel 1880. Il primo sospetto fu di un’importazione accidentale dal Brasile. In alternativa, Craspedacusta sowerbii potrebbe essere stata importata anche dall'Asia orientale.
Sul continente la prima segnalazione è del 1901 in Francia e nel 1905 a Monaco in Germania.
La specie è considerata comune nelle acque interne dell’Europa occidentale anche se la sua osservazione è molto difficile soprattutto per lo stadio più frequente di polipo. La sua presenza è considerata sottostimata.
Nel Cantone Ticino fu segnalata per la prima volta nel 1962 a Gudo sul Piano di Magadino in una vecchia lanca del fiume Ticino e dopo parecchi anni fu osservata nel 2013 e 2015 nel lago Ceresio e nel 2015 nel laghetto di Astano.A settembre 2020 osservati alcuni esemplari nel lago di Monate in provincia di Varese.

## Biologia
La forma asessuata di questa specie di cnidario è un polipo sessile molto piccolo (da 0,5 a 2 mm) senza tentacoli dal quale, per gemmazione, sono prodotte le meduse. Questa forma, essendo dotata di gonadi può riprodursi sessualmente producendo gameti che incrociandosi con quelli dell’altro sesso producono dapprima le planule (larve ciliate), le quali dopo aver trovato un substrato idoneo si trasformano con una metamorfosi in nuovi polipi. Il ciclo completo è calcolato in 34-51 giorni. La “fioritura” di meduse di solito avviene tra la tarda estate e inizio autunno (luglio-ottobre) in relazione a temperature dell’acqua superiori a 25 °C e alle condizioni di approvvigionamento alimentare. Da un singolo polipo si possono produrre solo meduse dello stesso sesso.
Le meduse d'acqua dolce Craspedacusta sowerbii presenti in Europa non si riproducono (generalmente) sessualmente, poiché i polipi trasportati involontariamente dagli uccelli sono quasi sempre dello stesso sesso. I polipi possono moltiplicarsi asessualmente per gemmazione creando anche delle piccole colonie, per frammentazione o con la formazione di frustule (larve non ciliate).
In condizioni avverse il polipo può assumere la forma di podociste che gli permette di superare fasi nelle quali le condizioni sono avverse. In questa fase può essere trasportato dagli uccelli o involontariamente con il commercio di piante e animali acquatici.
La medusa d’acqua dolce si ciba di piccoli eucarioti unicellulari e di animali come rotiferi, vermi, crostacei, larve di insetti, che vengono catturati con i piccoli tentacoli muniti di cellule urticanti e uncini, i cnidociti, catturando e immobilizzando le prede che poi vengono portate alla bocca. A loro volta sono cibo per i gamberi di acqua dolce.

## Impatto
Per l’essere umano sono assolutamente innocue e la loro presenza non ha nessuna relazione con la qualità delle acque. Craspedacusta sowerbii in Europa è considerato un neozoo innocuo.